# Victor Vanderheyden
Victor Vanderheyden (Halle, 27 juni 1933 - 5 november 2003) was een Belgisch volksvertegenwoordiger.

## Levensloop
Vanderheyden was beroepshalve actief binnen het Algemeen Belgisch Vakverbond in de Centrale der Metaalindustrie. Hij werd in 1978 voor de BSP verkozen tot lid van de Kamer van volksvertegenwoordigers voor het arrondissement Brussel en vervulde dit mandaat tot in november 1991. Wel scheidde hij zich van de partij af in oktober 1990 naar aanleiding van een conflict met Karel Van Miert en zetelde hij van toen af als onafhankelijke.
In de periode januari 1979-oktober 1980 zetelde hij als gevolg van het toen bestaande dubbelmandaat ook in de Cultuurraad voor de Nederlandse Cultuurgemeenschap, die op 7 december 1971 werd geïnstalleerd. Vanaf 21 oktober 1980 tot november 1991 was hij lid van de Vlaamse Raad, de opvolger van de Cultuurraad en de voorloper van het huidige Vlaams Parlement.
Hij was ook gemeenteraadslid en schepen van de stad Halle en voorzitter van de Gewestelijke Ontwikkelingsmaatschappij van Vlaams-Brabant.